# 社長紳士録
『社長紳士録』（しゃちょうしんしろく）は、1964年1月3日に東宝系で公開された日本映画。カラー。東宝スコープ。

## 概要
『社長シリーズ』第20作。本作は「大正製紙」という製紙会社を舞台にしている。名物の地方ロケは鹿児島県。
当時、次作『続・社長紳士録』をもってシリーズを終結することが決まっており、劇中では（一部作を除き）いつまでも恋人同士だった小林桂樹と司葉子の結婚式が行われている。

## スタッフ
- 製作：藤本真澄
- 脚本：笠原良三
- 監督：松林宗恵
- 撮影：西垣六郎
- 編集：岩下広一
- 音楽：山本直純
- 美術：阿久根巌
- 照明：西川鶴三
- 録音：矢野口文雄
- スチル：吉崎松雄
- 編集：岩下広一

## 出演者
- 小泉礼次郎(大正製紙常務→大正製袋社長)：森繁久彌
- 小泉貞子(礼次郎の妻)：久慈あさみ
- 小泉洋子(礼次郎の長女)：岡田可愛
- 小泉昭一(礼次郎の長男)：山本忠司
- 小泉和男(礼次郎の次男)：杉山直
- 原田勉(社長秘書課長)：小林桂樹
- 原田勉の母：英百合子
- 富岡(営業部長)：加東大介
- 猿丸(総務部長)：三木のり平
- 小沢房代(原田勉の恋人→妻)：司葉子
- 黒田(大正製紙社長)：左卜全
- 日当山隼人(日本澱粉社長)：フランキー堺
- 京子(クラブのマダム)：草笛光子
- 京子の店の司会者：ハナ肇
- はま勇(鹿児島No.1の芸者)：池内淳子
- ホステス：中島そのみ
- 小泉家のお手伝いさん：浦山珠美

## 同時上映
『士魂魔道 大龍巻』
- 原作：南條範夫／脚本：木村武、稲垣浩／特技監督：円谷英二／監督：稲垣浩／主演：三船敏郎／宝塚映画作品

## 参考資料
- キネマ旬報[1]